# Fehérhasú amazília
A fehérhasú amazília (Amazilia chionogaster) a madarak osztályának sarlósfecske-alakúak (Apodiformes) rendjébe és a kolibrifélék (Trochilidae) családjába tartozó faj.

## Rendszerezése
A fajt Johann Jakob von Tschudi svájci ornitológus írta le 1845-ben, a Trochilus nembe Trochilus chionogaster néven. Sorolták  a Leucippus nemben is Leucippus viridicauda néven is. Egyes szervezetek a Hylocharis nembe helyezik Hylocharis chionogaster néven.

## Alfajai
- Amazilia chionogaster chionogaster (Tschudi, 1846)
- Amazilia chionogaster hypoleucus (Gould, 1846)[1]

## Előfordulása
Az Andok-hegységben, Argentína, Bolívia, Brazília és Peru területén honos. Természetes élőhelyei a szubtrópusi vagy trópusi síkvidéki és hegyi esőerdők, szavannák és cserjések, valamint ültetvények, vidéki kertek és másodlagos erdők. Állandó, nem vonuló faj.

## Megjelenése
Testhossza 9–12 centiméter, a hím testtömege 4,6–6,7 gramm, a tojóé 4,6–6 gramm.

## Életmódja
Nektárral táplálkozik.

## Természetvédelmi helyzete
Az elterjedési területe nagyon nagy, egyedszáma pedig ismeretlen. A Természetvédelmi Világszövetség Vörös listáján nem fenyegetett fajként szerepel.